# Quincinetto
Quincinetto (piemontesisch Quisnè, frankoprovenzalisch Kuisnè) ist eine italienische Gemeinde in der Metropolitanstadt Turin (TO), Region Piemont.

## Lage und Einwohner
Quincinetto liegt 60 km nördlich von Turin. Das Gemeindegebiet umfasst eine Fläche von 17 km² und hat 980 Einwohner (Stand 31. Dezember 2023). 
Die Nachbargemeinden sind Donnas, Carema, Settimo Vittone, Tavagnasco, Traversella, Traversella, Trausella und Vico Canavese. 

## Geschichte

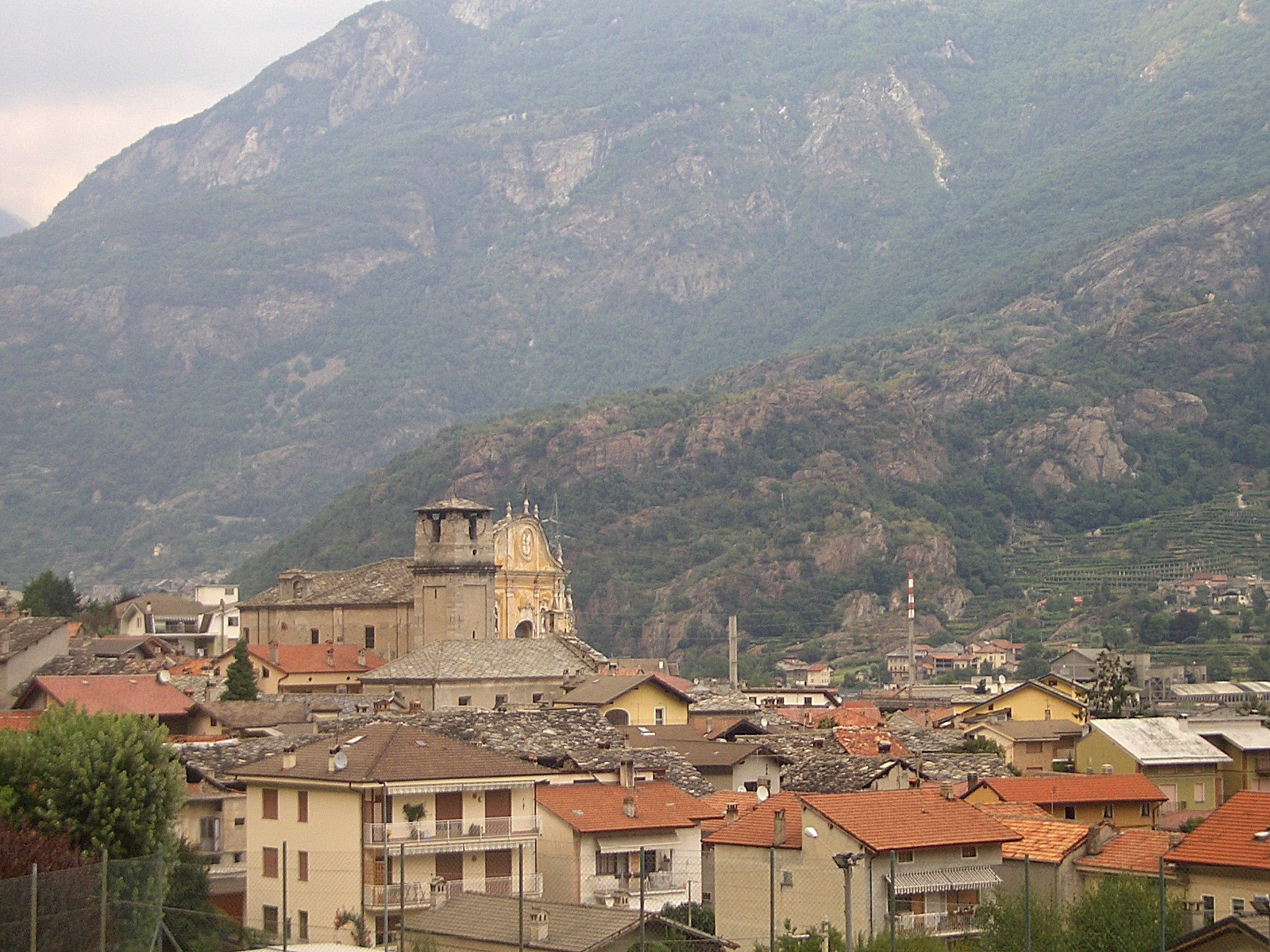
Panorama

Die mittelalterlichen Zeugnisse des Ortsnamens „Quincinato“ aus dem Jahr 1231, „Quincenato“ aus dem Jahr 1232, „Quincinaco“ aus dem Jahr 1273 und schließlich „Quincenacho“ aus dem Jahr 1278 scheinen sich höchstwahrscheinlich auf einen „Quinctionacus“ zu beziehen abgeleitet von einem lateinischen Personennamen. 
Vermutlich war die Gegend bereits in prähistorischer Zeit von Menschen bewohnt, wie die Funde auf Bric Ritten belegen, wurde es später von keltisch-ligurischen Bevölkerungsgruppen besiedelt. 
Im Mittelalter, im Jahr 1357, überließ der Bischof von Ivrea das Lehen, das er besaß, dem Grünen Grafen Amedeo V. von Savoyen. Nach einigen Jahren wurde die Gerichtsbarkeit von der Familie Savoyen den Herren von Settimo Vittone anvertraut, ging dann an die Garidelli und schließlich an die Torrini über. Ihre weitere Geschichte weist keine besonders wichtigen Ereignisse auf. Das historisch-architektonisches Erbe ist nicht besonders reich. Die wertvollsten Elemente sind die Kapelle Santa Marta, Ausdruck des typischen Stils der ländlichen Architektur, neben der sich ein Glockenturm befindet, und die Kapelle des auferstandenen Jesus im Barockstil.

## Partnerstadt
- Marnaz (1996)